# Hallie Todd
Hallie Todd, pseudonimo di Hallie Eckstein (Los Angeles, 7 gennaio 1962), è un'attrice statunitense.

## Biografia
Nota al piccolo pubblico per aver recitato nella serie di Disney Channel Lizzie McGuire e nel film che ne segue, Lizzie McGuire - Da liceale a popstar, la Todd ha preso parte a molte altre serie di successo come Brothers (1984-1989), Going Places di Leonard Michaels (1990-1991), La signora in giallo (1989-1991), Star Trek: The Next Generation (1990), dove interpreta Lal, la figlia di Data, e Vita con Roger (1996-1997). Veste i panni di Carol Clark in Lea to the Rescue, film 'direct-to-video, pubblicato in DVD nel 2016 dalla Universal Studios. 
Attualmente si occupa, insieme al marito e alla figlia, della casa di produzione In House Media Film Partners, con la quale ha prodotto due pellicole: The Mooring (2013) e The Last Champion (2017).

## Vita privata
Figlia del produttore cinematografico George Eckstein e dell'attrice Ann Morgan Guilbert, dal 1991 è sposata con l'attore Glenn Withrow da cui ha avuto una figlia, Ivy Withrow.

## Filmografia

### Attrice

#### Cinema
- Fuori di testa (Fast Times at Ridgemont High), regia di Amy Heckerling (1982)
- Sam's Son, regia di Michael Landon (1984)
- Lizzie McGuire - Da liceale a popstar (The Lizzie McGuire Movie), regia di Jim Fall (2003)
- The Mooring, regia di Glenn Withrow (2012)
- Lea to the Rescue, regia di Nadia Tass (2016)

#### Televisione
- Sara - serie TV, 1 episodio (1976)
- In casa Lawrence (Family) - serie TV, 1 episodio (1980)
- Brothers - serie TV, 115 episodi (1984-1989)
- Autostop per il cielo (Highway to Heaven) - serie TV, episodio 2x04 (1985)
- Cuori senza età (The Golden Girls) - serie TV, 1 episodio (1986)
- Genitori in blue jeans (Growing Pains) - serie TV, 1 episodio (1986)
- Heartbeat - serie TV, 1 episodio (1988)
- La signora in giallo (Murder, She Wrote) - serie TV, 7 episodi (1989-1991)
- Star Trek: The Next Generation - serie TV, episodio 3x16 (1990)
- Oltre il ponte (Brooklyn Bridge) - serie TV, 1 episodio (1992)
- Laurie Hill - serie TV, 1 episodio (1992)
- Murder One - serie TV, 1 episodio (1996)
- Un detective in corsia (Diagnosis: Murder) - serie TV, 1 episodio (1996)
- Vita con Roger (Life with Roger) - serie TV, 20 episodi (1996-1997)
- Due gemelle e una tata (Two of a Kind) - serie TV 1 episodio (1998)
- Sabrina, vita da strega (Sabrina, the Teenage Witch) - serie TV, 1 episodio (1999)
- Il più bel regalo di Natale (The Ultimate Christmas Present), regia di Greg Beeman – film TV (2000)
- Lizzie McGuire - serie TV, 65 episodi (2001-2004)
- Malcolm - serie TV, 1 episodio (2004)

### Doppiatrice
- Kim Possible - serie animata, 2 episodi (2003)
- Brandy & Mr. Whiskers - serie animata, 1 episodio (2005)